# 華眾車載
華眾車載控股有限公司，簡稱華眾車載控股和華眾車載（英語：Huazhong In-Vehicle Holdings Company Limited，港交所：6830），在1993年由周敏峰先生在寧波創立「寧波華眾塑膠有限公司」，前身為「華眾控股有限公司」。
現時業務是在中國內地經營及銷售模具及工具，包括生產複雜或大型汽車車身零件（如LPIM用模具、保險杠及前端框架）。而總部位於中國浙江省象山縣西周鎮鎮安路104號。而股份在2012年1月12日於香港交易所主板上市，招股書資料，招股價為1.5港元，發售股份為200,000,000股，集資額為3億港元。

## 連結
- CN-Huazhong.com （页面存档备份，存于）